# Напюркі-Бутне
Напюркі-Бутне (пол. Napiórki Butne) — село в Польщі, у гміні Жевне Маковського повіту Мазовецького воєводства.
Населення — 60 осіб (2011).
У 1975-1998 роках село належало до Остроленцького воєводства.

## Демографія
Демографічна структура станом на 31 березня 2011 року:
|          | Загалом | Допрацездатний вік | Працездатний вік | Постпрацездатний вік |
| -------- | ------- | ------------------ | ---------------- | -------------------- |
| Чоловіки | 27      | 4                  | 21               | 2                    |
| Жінки    | 33      | 8                  | 17               | 8                    |
| Разом    | 60      | 12                 | 38               | 10                   |